# Hradiště (Plzeň)
Hradiště je část statutárního města Plzeň, nachází se na jihu města. V roce 2009 zde bylo evidováno 478 adres. V roce 2001 zde trvale žilo 1 839 obyvatel.
Hradiště leží především v katastrálním území Hradiště u Plzně o rozloze 2,43 km². Zatímco Hradiště se jako část města rozkládá i na části katastrálního území Bručná, v katastrálním území Hradiště u Plzně leží i Božkov a Koterov, také Černice a Východní Předměstí, obě na území obvodu Plzeň 2-Slovany.

## Historie
V místech říčního meandru pod pravěkým hradištěm existoval ve středověku pouze dvůr U Hradu, později Hradiště v majetku různých plzeňských měšťanů, krátce v letech 1510–1533 byl v držení plzeňského dominikánského kláštera a poté spadl do majetku města Plzně. V 17. století v souladu s rozmachem železářství na Plzeňsku byly v Hradišti 1686 založeny dva hamry – důvodem byl dostatek vody a blízkost města, byť železo se dováželo z dolů u Horomyslic. Kolem hamrů vyrostla malá osada hamerníků (původně Němců). Na konci 18. století v důsledku tzv. raabizace (rozdělení panské půdy poddaným za malý nájem a zrušení roboty) došlo k reformě i v Hradišti, kde rozparcelováním panské půdy došlo k vzniku dalších cca osm usedlostí. Definitivní podoba nové vsi se ustálila v první polovině 19. století, kdy vznikla i místní kaplička, stále se ale jednalo o malou osadu. Až po první světové válce nastal rozvoj vsi, vznikaly nové selské usedlost i obytné domy dělníků z plzeňských továren, včetně místních – v té době v Hradišti stále fungoval hamr a byly tu továrničky na nábytek (firma Černý) a na mazadla a tuky (firma Hastrlík). Katastr obce sahal až za tzv. císařskou silnici na České Budějovice. Před druhou světovou válkou se obec dále rozšiřovala a docházelo k splývání s intravilánem částí Slovany a Černice. Rozvoj obce a nová výstavba pokračovaly i po válce a v současnosti, byť symbol, obce – starý hamr – již několik desítek let nepracuje.

## Pamětihodnosti
- V západní části Hradiště stojí drobná kaple z první poloviny 19. století ve stylu lidového klasicismu. Jejími charakteristickými znaky jsou plochostropý interiér a okosené nároží.
- Severovýchodně od vesnice se dochovaly pozůstatky hradiště Pod Homolkou z doby bronzové a doby halštatské.[7]